# Laniakeasuperhopen

Karta av Laniakeasuperhopen

Laniakeasuperhopen, även kallad Lokala superhopen, är en superhop där Vintergatan, inklusive Solsystemet med bland annat Jorden, ingår. Den definierades i september 2014, då en grupp astronomer ledda av R. Brent Tully vid Hawaii universitet presenterade ett nytt sätt att definiera superhopar baserat på galaxernas radialhastighet. Enligt nya definitionen är Virgosuperhopen bara en del av Laniakeasuperhopen, som har en utsträckning av ungefär en halv miljard ljusår och rymmer omkring 100 000 galaxer. Den har en sammanlagd massa av 100 miljoner miljarder stjärnor.
Ordet "Laniakea" betyder "vidsträckt himmel" på hawaiianska.

### Fotnoter
1. ↑  Oillie Gillman (14 mars 2015). ”The road map to the Universe” (på engelska). Daily Mail. http://www.dailymail.co.uk/sciencetech/article-2995066/The-road-map-Universe-Pathways-Milky-Way-100-000-galaxies-charted-10-year-quest-scientists.html?ito=social-facebook. Läst 2 april 2016.
2. ↑  Joanna Rose (2014). ”Vi är del av något mycket större”. Forskning och Framsteg (9):  sid. 17.
3. ↑  Robert Cumming (4 september 2014). ”Du bor i superhopen Laniakea: så faller galaxerna i vår del av universum”. Populär astronomi. http://www.popularastronomi.se/2014/09/du-bor-i-superhopen-laniakea-sa-faller-galaxerna-i-var-del-av-universum/. Läst 10 september 2014.